# أمبروز إل. جوردن
أمبروز إل. جوردن (بالإنجليزية: Ambrose L. Jordan)‏ هو محامي وقاضي ومُحرِّر وسياسي أمريكي، ولد في 5 مايو 1789، وتوفي في 16 يوليو 1865. انتخب عضو جمعية ولاية نيويورك وانتخب عضو مجلس ولاية نيويورك.